# Éliminatoires du Championnat d'Europe féminin de football 2013
Navigation
Édition précédente Édition suivante
Les éliminatoires du championnat d'Europe de football féminin 2013 se déroulent du 3 mars 2011 au 19 septembre 2012 et qualifient onze des douze équipes participantes à la phase finale de l'Euro 2013. 
Quarante-quatre équipes nationales de pays membres de l'UEFA se disputent ces onze places. Les huit plus faibles d'entre elles passent par un tour préliminaire qui qualifie deux équipes pour la phase de poules éliminatoire où elles sont rejointes par les 36 autres équipes. Les 38 équipes encore en course sont réparties en sept groupes : trois groupes de six et quatre groupes de cinq. Les vainqueurs de groupe ainsi que le meilleur deuxième seront directement qualifiés pour l'Euro. Les six autres deuxièmes de groupe se disputent les trois places restantes lors de matchs de barrage. 
La Suède est qualifiée d'office pour la phase finale en tant que pays hôte et ne participe donc pas aux qualifications. Le tirage au sort du tour préliminaire a lieu le 3 décembre 2010, tandis que celui de la phase principale des éliminatoires a lieu le 14 mars 2011 à la Maison du football européen à Nyon en Suisse.

## Tour préliminaire

### Format
Un tour préliminaire est organisé entre les 8 plus faibles équipes au classement européen. Ces 8 équipes sont réparties en 2 groupes de 4. Les matchs se déroulent au même endroit, chaque équipe affrontant les trois autres de sa poule. Les vainqueurs de groupe se qualifient et rejoignent les 36 autres équipes pour le tour suivant.

### Groupe 1
Tous les matchs se déroulent à Stroumitsa en Macédoine.
| Rang | Équipe            | Pts | J | G | N | P | Bp | Bc | Diff |  | Résultats (▼ dom., ► ext.) |  |     |     |     |
| ---- | ----------------- | --- | - | - | - | - | -- | -- | ---- |  | -------------------------- |  | --- | --- | --- |
| 1    | Macédoine du Nord | 7   | 3 | 2 | 1 | 0 | 7  | 2  | +5   |  | Macédoine du Nord          |  | 1-1 | 5-1 | 1-0 |
| 2    | Lituanie          | 4   | 3 | 1 | 1 | 1 | 5  | 3  | +2   |  | Lituanie                   |  |     | 4-1 | 0-1 |
| 3    | Luxembourg        | 3   | 3 | 1 | 0 | 2 | 4  | 9  | -5   |  | Luxembourg                 |  |     |     | 2-0 |
| 4    | Lettonie          | 3   | 3 | 1 | 0 | 2 | 1  | 3  | -2   |  | Lettonie                   |  |     |     |     |

### Groupe 2
Tous les matchs se déroulent à Ta' Qali sur l'île de Malte.
| Rang | Équipe     | Pts | J | G | N | P | Bp | Bc | Diff |  | Résultats (▼ dom., ► ext.) |  |     |     |     |
| ---- | ---------- | --- | - | - | - | - | -- | -- | ---- |  | -------------------------- |  | --- | --- | --- |
| 1    | Arménie    | 5   | 3 | 1 | 2 | 0 | 2  | 1  | +1   |  | Arménie                    |  | 1-1 | 0-0 | 1-0 |
| 2    | Malte      | 4   | 3 | 1 | 1 | 1 | 2  | 3  | -1   |  | Malte                      |  |     | 1-0 | 0-2 |
| 3    | Géorgie    | 4   | 3 | 1 | 1 | 1 | 1  | 1  | 0    |  | Géorgie                    |  |     |     | 1-0 |
| 4    | Îles Féroé | 3   | 3 | 1 | 0 | 2 | 2  | 2  | 0    |  | Îles Féroé                 |  |     |     |     |

## Phase de groupes

### Chapeaux
Avant le tirage, les équipes sont placées dans 5 chapeaux selon le classement UEFA des équipes. Le premier chapeau contient les 7 meilleures équipes, le second les sept équipes suivantes, les troisième et quatrième chapeaux contiennent également 7 équipes jusqu'au dernier pot qui contient les dix équipes restantes.
| Pot A                                                        | Pot B                                                   | Pot C                                                                      | Pot D                                                           | Pot E |
| ------------------------------------------------------------ | ------------------------------------------------------- | -------------------------------------------------------------------------- | --------------------------------------------------------------- | --- |
| Allemagne Norvège Angleterre France Italie Danemark Finlande | Russie Pays-Bas Islande Espagne Ukraine Écosse Tchéquie | Suisse Pologne République d'Irlande Autriche Belgique Biélorussie Slovénie | Hongrie Serbie Portugal Grèce Slovaquie Roumanie Pays de Galles | Bulgarie Irlande du Nord Turquie Israël Estonie Croatie Kazakhstan Bosnie-Herzégovine Arménie Macédoine du Nord |

### Tirage au sort
Les 38 équipes sont réparties en 3 groupes de 6 équipes et 4 groupes de 5 équipes.
| Groupe 1           | Groupe 2   | Groupe 3        | Groupe 4       | Groupe 5    | Groupe 6   | Groupe 7           |
| Italie             | Allemagne  | Norvège         | France         | Estonie     | Angleterre | Danemark           |
| Russie             | Espagne    | Islande         | Écosse         | Finlande    | Pays-Bas   | République tchèque |
| Pologne            | Suisse     | Belgique        | Irlande        | Ukraine     | Slovénie   | Autriche           |
| Grèce              | Roumanie   | Hongrie         | Pays de Galles | Biélorussie | Serbie     | Portugal           |
| Macédoine          | Turquie    | Irlande du Nord | Israël         | Slovaquie   | Croatie    | Arménie            |
| Bosnie Herzégovine | Kazakhstan | Bulgarie        |                |             |            |                    |

### Règlement
La phase de qualification est jouée sous forme de matches de groupe disputés selon le système de championnat, chaque équipe rencontrant tous les adversaires au sein de son groupe en matches aller et retour. Une victoire rapporte trois points,
un match nul un point et une défaite zéro point. En cas d’égalité de points de plusieurs équipes à l'issue des matches de groupe, les critères suivants sont appliqués dans l'ordre indiqué pour établir leur classement :

- Plus grand nombre de points obtenus dans les matches de groupe disputés entre les équipes concernées
- Meilleure différence de buts dans les matches de groupe disputés entre les équipes concernées
- Plus grand nombre de buts marqués lors des matches de groupe disputés entre les équipes concernées
- Plus grand nombre de buts marqués à l’extérieur dans les matches de groupe disputés entre les équipes concernées

Si, après l'application des quatre premiers critères à plusieurs équipes, plusieurs équipes sont toujours à égalité, les critères suivants s’appliquent :
- Meilleure différence de buts dans tous les matches du groupe
- Plus grand nombre de buts marqués dans tous les matches du groupe
- Plus grand nombre de buts marqués à l’extérieur dans tous les matches du groupe
- Classement des points disciplinaires dans tous les matches du groupe
- Tirage au sort.

Légende des classements
- Qualifié pour l'Euro 2013
- Qualifié pour les barrages
- Éliminé de la compétition

Légende des résultats
- Victoire à domicile
- Match nul
- Victoire à l'extérieur

### Groupe 1
| Rang | Équipe             | Pts | J  | G | N | P | Bp | Bc | Diff |  | Résultats (▼ dom., ► ext.) |     |     |     |     |     |     |
| ---- | ------------------ | --- | -- | - | - | - | -- | -- | ---- |  | -------------------------- | --- | --- | --- | --- | --- | --- |
| 1    | Italie             | 28  | 10 | 9 | 1 | 0 | 35 | 0  | +35  |  | Italie                     |     | 2-0 | 1-0 | 4-0 | 2-0 | 9-0 |
| 2    | Russie             | 22  | 10 | 7 | 1 | 2 | 31 | 6  | +25  |  | Russie                     | 0-2 |     | 1-1 | 4-1 | 4-0 | 8-0 |
| 3    | Pologne            | 17  | 10 | 5 | 2 | 3 | 17 | 11 | +6   |  | Pologne                    | 0-5 | 0-3 |     | 4-0 | 2-0 | 4-0 |
| 4    | Bosnie-Herzégovine | 10  | 10 | 3 | 1 | 6 | 12 | 21 | -9   |  | Bosnie-Herzégovine         | 0-1 | 0-1 | 0-2 |     | 1-1 | 1-0 |
| 5    | Grèce              | 5   | 10 | 0 | 5 | 5 | 7  | 20 | -13  |  | Grèce                      | 0-0 | 0-4 | 1-1 | 2-3 |     | 2-2 |
| 6    | Macédoine du Nord  | 2   | 10 | 0 | 2 | 8 | 5  | 49 | -44  |  | Macédoine du Nord          | 0-9 | 0-6 | 0-3 | 2-6 | 1-1 |     |

### Groupe 2
| Rang | Équipe     | Pts | J  | G | N | P | Bp | Bc | Diff |  | Résultats (▼ dom., ► ext.) |     |      |     |     |      |      |
| ---- | ---------- | --- | -- | - | - | - | -- | -- | ---- |  | -------------------------- | --- | ---- | --- | --- | ---- | ---- |
| 1    | Allemagne  | 28  | 10 | 9 | 1 | 0 | 64 | 3  | +61  |  | Allemagne                  |     | 5-0  | 5-0 | 4-1 | 17-0 | 10-0 |
| 2    | Espagne    | 20  | 10 | 6 | 2 | 2 | 43 | 14 | +29  |  | Espagne                    | 2-2 |      | 0-0 | 3-2 | 13-0 | 4-0  |
| 3    | Roumanie   | 16  | 10 | 5 | 1 | 4 | 20 | 20 | 0    |  | Roumanie                   | 0-3 | 0-4  |     | 4-2 | 3-0  | 7-1  |
| 4    | Suisse     | 15  | 10 | 5 | 0 | 5 | 29 | 24 | +5   |  | Suisse                     | 0-6 | 4-3  | 4-1 |     | 8-1  | 5-0  |
| 5    | Kazakhstan | 7   | 10 | 2 | 1 | 7 | 4  | 55 | -51  |  | Kazakhstan                 | 0-7 | 0-4  | 0-3 | 1-0 |      | 2-0  |
| 6    | Turquie    | 1   | 10 | 0 | 1 | 9 | 4  | 48 | -44  |  | Turquie                    | 0-5 | 1-10 | 1-2 | 1-3 | 0-0  |      |

### Groupe 3
| Rang | Équipe          | Pts | J  | G | N | P  | Bp | Bc | Diff |  | Résultats (▼ dom., ► ext.) |     |      |     |     |     |      |
| ---- | --------------- | --- | -- | - | - | -- | -- | -- | ---- |  | -------------------------- | --- | ---- | --- | --- | --- | ---- |
| 1    | Norvège         | 24  | 10 | 8 | 0 | 2  | 35 | 9  | +26  |  | Norvège                    |     | 2-1  | 3-2 | 2-0 | 6-0 | 11-0 |
| 2    | Islande         | 22  | 10 | 7 | 1 | 2  | 28 | 4  | +24  |  | Islande                    | 3-1 |      | 0-0 | 2-0 | 3-0 | 6-0  |
| 3    | Belgique        | 20  | 10 | 6 | 2 | 2  | 18 | 8  | +10  |  | Belgique                   | 0-1 | 1-0  |     | 2-2 | 2-1 | 5-0  |
| 4    | Irlande du Nord | 11  | 10 | 3 | 2 | 5  | 12 | 15 | -3   |  | Irlande du Nord            | 3-1 | 0-2  | 0-2 |     | 0-1 | 4-1  |
| 5    | Hongrie         | 10  | 10 | 3 | 1 | 6  | 18 | 22 | -4   |  | Hongrie                    | 0-5 | 0-1  | 1-3 | 2-2 |     | 9-0  |
| 6    | Bulgarie        | 0   | 10 | 0 | 0 | 10 | 1  | 54 | -53  |  | Bulgarie                   | 0-3 | 0-10 | 0-1 | 0-1 | 0-4 |      |

### Groupe 4
| Rang | Équipe               | Pts | J | G | N | P | Bp | Bc | Diff |  | Résultats (▼ dom., ► ext.) |     |     |     |     |     |
| ---- | -------------------- | --- | - | - | - | - | -- | -- | ---- |  | -------------------------- | --- | --- | --- | --- | --- |
| 1    | France               | 24  | 8 | 8 | 0 | 0 | 32 | 2  | +30  |  | France                     |     | 2-0 | 4-0 | 4-0 | 5-0 |
| 2    | Écosse               | 16  | 8 | 5 | 1 | 2 | 21 | 12 | +9   |  | Écosse                     | 0-5 |     | 2-2 | 2-1 | 8-0 |
| 3    | Pays de Galles       | 10  | 8 | 3 | 1 | 4 | 12 | 14 | -2   |  | Pays de Galles             | 1-4 | 1-2 |     | 0-2 | 5-0 |
| 4    | République d'Irlande | 9   | 8 | 3 | 0 | 5 | 8  | 11 | -3   |  | République d'Irlande       | 1-3 | 0-1 | 0-1 |     | 2-0 |
| 5    | Israël               | 0   | 8 | 0 | 0 | 8 | 1  | 35 | -34  |  | Israël                     | 0-5 | 1-6 | 0-2 | 0-2 |     |

### Groupe 5
| Rang | Équipe      | Pts | J | G | N | P | Bp | Bc | Diff |  | Résultats (▼ dom., ► ext.) |     |     |     |     |     |
| ---- | ----------- | --- | - | - | - | - | -- | -- | ---- |  | -------------------------- | --- | --- | --- | --- | --- |
| 1    | Finlande    | 19  | 8 | 6 | 1 | 1 | 22 | 4  | +18  |  | Finlande                   |     | 0-1 | 4-0 | 2-0 | 6-0 |
| 2    | Ukraine     | 16  | 8 | 5 | 1 | 2 | 18 | 4  | +14  |  | Ukraine                    | 1-2 |     | 0-1 | 0-0 | 5-0 |
| 3    | Biélorussie | 13  | 8 | 4 | 1 | 3 | 10 | 17 | -7   |  | Biélorussie                | 2-2 | 0-5 |     | 1-0 | 2-1 |
| 4    | Slovaquie   | 10  | 8 | 3 | 1 | 4 | 8  | 7  | +1   |  | Slovaquie                  | 0-1 | 0-2 | 3-0 |     | 3-1 |
| 5    | Estonie     | 0   | 8 | 0 | 0 | 8 | 5  | 31 | -26  |  | Estonie                    | 0-5 | 1-4 | 2-4 | 0-2 |     |

### Groupe 6
| Rang | Équipe     | Pts | J | G | N | P | Bp | Bc | Diff |  | Résultats (▼ dom., ► ext.) |     |     |     |     |     |
| ---- | ---------- | --- | - | - | - | - | -- | -- | ---- |  | -------------------------- | --- | --- | --- | --- | --- |
| 1    | Angleterre | 20  | 8 | 6 | 2 | 0 | 22 | 2  | +20  |  | Angleterre                 |     | 1-0 | 2-0 | 4-0 | 3-0 |
| 2    | Pays-Bas   | 19  | 8 | 6 | 1 | 1 | 20 | 2  | +18  |  | Pays-Bas                   | 0-0 |     | 6-0 | 3-1 | 2-0 |
| 3    | Serbie     | 13  | 8 | 4 | 1 | 3 | 15 | 18 | -3   |  | Serbie                     | 2-2 | 0-4 |     | 3-0 | 4-2 |
| 4    | Slovénie   | 4   | 8 | 1 | 1 | 6 | 6  | 21 | -15  |  | Slovénie                   | 0-4 | 0-2 | 1-2 |     | 1-0 |
| 5    | Croatie    | 1   | 8 | 0 | 1 | 7 | 6  | 26 | -20  |  | Croatie                    | 0-6 | 0-3 | 1-4 | 3-3 |     |

### Groupe 7
| Rang | Équipe   | Pts | J | G | N | P | Bp | Bc | Diff |  | Résultats (▼ dom., ► ext.) |     |     |     |     |      |
| ---- | -------- | --- | - | - | - | - | -- | -- | ---- |  | -------------------------- | --- | --- | --- | --- | ---- |
| 1    | Danemark | 21  | 8 | 7 | 0 | 1 | 28 | 3  | +25  |  | Danemark                   |     | 3-0 | 1-0 | 2-0 | 11-0 |
| 2    | Autriche | 19  | 8 | 6 | 1 | 1 | 16 | 9  | +7   |  | Autriche                   | 3-1 |     | 1-1 | 1-0 | 3-0  |
| 3    | Tchéquie | 13  | 8 | 4 | 1 | 3 | 16 | 9  | +7   |  | Tchéquie                   | 0-2 | 2-3 |     | 1-0 | 5-0  |
| 4    | Portugal | 6   | 8 | 2 | 0 | 6 | 16 | 13 | +3   |  | Portugal                   | 0-3 | 0-1 | 2-5 |     | 6-0  |
| 5    | Arménie  | 0   | 8 | 0 | 0 | 8 | 2  | 44 | -42  |  | Arménie                    | 0-5 | 2-4 | 0-2 | 0-8 |      |

### Classement des deuxièmes
Le meilleur deuxième est directement qualifié pour l'Euro 2013, les autres deuxièmes disputant eux des barrages. Afin de le déterminer, un classement comparatif est effectué en prenant en compte les résultats de chaque deuxième de groupe contre le premier, troisième, quatrième et cinquième de son groupe.
| Grp | Équipe   | J | V | N | D | Bp | Bc | Diff | Pts |
| --- | -------- | - | - | - | - | -- | -- | ---- | --- |
| 6   | Pays-Bas |   | 6 | 1 | 1 | 20 | 2  | +18  | 19  |
| 7   | Autriche |   | 6 | 1 | 1 | 16 | 9  | +7   | 19  |
| 5   | Ukraine  |   | 5 | 1 | 2 | 18 | 4  | +14  | 16  |
| 1   | Russie   |   | 5 | 1 | 2 | 17 | 6  | +11  | 16  |
| 4   | Écosse   |   | 5 | 1 | 2 | 21 | 12 | +9   | 16  |
| 3   | Islande  |   | 5 | 1 | 2 | 12 | 4  | +8   | 16  |
| 2   | Espagne  |   | 4 | 2 | 2 | 29 | 13 | +16  | 14  |

## Barrages
Le tirage au sort a lieu le 21 septembre à Nyon en Suisse au siège de l'UEFA. Les 6 équipes sont réparties avant le tirage dans deux chapeaux selon leur coefficient UEFA. Les équipes du chapeau 1 ont l'avantage de recevoir au match retour.
| Chapeau 1 | Chapeau 1 | Chapeau 2 | Chapeau 2 |
| --------- | --------- | --------- | --------- |
| Islande   | 33,637    | Écosse    | 31,123    |
| Russie    | 33,480    | Ukraine   | 30,325    |
| Espagne   | 32,679    | Autriche  | 26,915    |

| Équipe   | Aller | Total | Retour   | Équipe  |
| -------- | ----- | ----- | -------- | ------- |
| Écosse   | 1 – 1 | 3 – 4 | 2 – 3 ap | Espagne |
| Ukraine  | 2 – 3 | 4 – 6 | 2 – 3    | Islande |
| Autriche | 0 – 2 | 1 – 3 | 1 – 1    | Russie  |

| 20 octobre 2012 | Écosse            | 1 - 1   | Espagne     | Hampden Park, Glasgow                          |                                                |
|                 | Little 26e (pen.) | (1 - 1) | 30e Adriana | Spectateurs : 4 058 Arbitrage : Esther Staubli | Spectateurs : 4 058 Arbitrage : Esther Staubli |
|                 | Rapport           |         |             | Spectateurs : 4 058 Arbitrage : Esther Staubli | Spectateurs : 4 058 Arbitrage : Esther Staubli |

| 24 octobre 2012 | Espagne                                      | 3 - 2 a.p.      | Écosse                    | La Ciudad del Fútbol, Madrid                    |                                                 |
|                 | Adriana 74e · Meseguer 113e · Boquete 120+2e | (0-0, 1-1, 1-2) | 62e Mitchell · 98e Little | Spectateurs : 800 Arbitrage : Bibiana Steinhaus | Spectateurs : 800 Arbitrage : Bibiana Steinhaus |
|                 | Rapport                                      |                 |                           | Spectateurs : 800 Arbitrage : Bibiana Steinhaus | Spectateurs : 800 Arbitrage : Bibiana Steinhaus |

| 20 octobre 2012 | Ukraine                    | 2 - 3   | Islande                                              | Sport Complex, Sébastopol                       |                                                 |
|                 | Romanenko 39e · Chorna 51e | (1 - 2) | 5e Ómarsdóttir · 25e Magnúsdóttir · 64e Viðarsdóttir | Spectateurs : 1 000 Arbitrage : Kirsi Heikkinen | Spectateurs : 1 000 Arbitrage : Kirsi Heikkinen |
|                 | Rapport                    |         |                                                      | Spectateurs : 1 000 Arbitrage : Kirsi Heikkinen | Spectateurs : 1 000 Arbitrage : Kirsi Heikkinen |

| 25 octobre 2012 | Islande                                                | 3 - 2   | Ukraine                       | Laugardalsvöllur, Reykjavik |                           |
|                 | Viðarsdóttir 8e · Ómarsdóttir 12e · Brynjarsdóttir 76e | (2 - 1) | 36e Dyatel · 72e Apanaschenko | Arbitrage : Teodora Albon   | Arbitrage : Teodora Albon |
|                 | Rapport                                                |         |                               | Arbitrage : Teodora Albon   | Arbitrage : Teodora Albon |

| 21 octobre 2012 | Autriche | 0 - 2   | Russie                          | NV Arena, Sankt Pölten                          |                                                 |
|                 |          | (0 - 2) | 25e Savchenkova · 43e Shlyapina | Spectateurs : 3 600 Arbitrage : Jenny Palmqvist | Spectateurs : 3 600 Arbitrage : Jenny Palmqvist |
|                 | Rapport  |         |                                 | Spectateurs : 3 600 Arbitrage : Jenny Palmqvist | Spectateurs : 3 600 Arbitrage : Jenny Palmqvist |

| 25 octobre 2012 | Russie         | 1 - 1   | Autriche     | Olimp-2, Rostov-sur-le-Don |                            |
|                 | Kostyukova 30e | (1 - 0) | 75e Puntigam | Arbitrage : Efthalia Mitsi | Arbitrage : Efthalia Mitsi |
|                 | Rapport        |         |              | Arbitrage : Efthalia Mitsi | Arbitrage : Efthalia Mitsi |

## Liste des qualifiés
| - Suède (pays hôte) - Italie (vainqueur groupe 1) - Allemagne (vainqueur groupe 2) - Norvège (vainqueur groupe 3) - France (vainqueur groupe 4) - Finlande (vainqueur groupe 5) - Angleterre (vainqueur groupe 6) - Danemark (vainqueur groupe 7) - Pays-Bas (meilleur deuxième) - Espagne (vainqueur en barrage) - Islande (vainqueur en barrage) - Russie (vainqueur en barrage) |

## Statistiques

### Classement des buteuses
Source : fr.uefa.com
| Rang | Joueuse                   | Buts | Minutes jouées |
| ---- | ------------------------- | ---- | -------------- |
| 1    | Célia Okoyino da Mbabi    | 17   | 532            |
| 2    | Ramona Bachmann           | 11   | 848            |
| 2    | Verónica Boquete          | 11   | 919            |
| 2    | Margrét Lára Viðarsdóttir | 11   | 1004           |
| 5    | María Paz Vilas           | 10   | 269            |
| 6    | Patrizia Panico           | 9    | 593            |
| 6    | Isabell Herlovsen         | 9    | 630            |
| 6    | Pernille Harder           | 9    | 720            |

### Classement des passeuses
Source : fr.uefa.com
| Rang | Joueuse                | Passes | Minutes jouées |
| ---- | ---------------------- | ------ | -------------- |
| 1    | Melanie Behringer      | 11     | 747            |
| 2    | Fanndís Fridriksdóttir | 7      | 709            |
| 3    | Karen Carney           | 6      | 612            |
| 3    | Elisa Camporese        | 6      | 773            |
| 3    | Ramona Bachmann        | 6      | 848            |
| 3    | Elena Morozova         | 6      | 1038           |